# DeeZee.pl
DeeZee.pl – polski sklep internetowy z siedzibą w Skawinie, zajmujący się sprzedażą wysyłkową obuwia dla kobiet. W asortymencie sklepu oprócz obuwia znajdują się akcesoria modowe i galanteria.

## Historia
Marka DeeZee istnieje od 2004 roku, oficjalnie na polskim rynku obuwniczym funkcjonuje od 2005 roku. Od roku 2012 działa w formie spółki komandytowej. Nazwa przedsiębiorstwa (DeeZee Spółka z o.o. Spółka Komandytowa) pochodzi od inicjałów założycielki i prezes – Dominiki Żak. W lipcu 2018 r. sklep nawiązał współpracę z grupą kapitałową CCC. Rezultatem tej współpracy było nabycie przez grupę CCC 51% udziałów, a tym samym zasilenie sklepu DeeZee kapitałem inwestycyjnym w kwocie 13 mln złotych.
Miesięcznie domena sklepu odnotowuje 12 milionów odsłon oraz około 700 tysięcy użytkowników (2019). Łączna liczba obserwujących konta DeeZee.pl w mediach społecznościowych to 1,6 miliona osób (2019).
Podstawą strategii marketingowej DeeZee jest influencer marketing. Marka współpracuje z blogerkami, it girls i modowymi influencerkami. Buty DeeZee prezentowały m.in.: WhatAnnaWears, MacademianGirl i Littlemooonster96. DeeZee współpracuje z celebrytami, projektantami mody, a także stylistami w programach telewizyjnych czy magazynach modowych. Produkty przedsiębiorstwa promowały takie osoby jak: Małgorzata Rozenek-Majdan, Małgorzata Kożuchowska, Edyta Górniak, Agnieszka Dygant, Margaret, Ewa Farna, Agnieszka Hyży, Marina Łuczenko-Szczęsna, Honorata Skarbek, Paulina Krupińska, Klaudia Halejcio, Sylwia Nowak, Edyta Herbuś, Zosia Ślotała, Julia Wieniawa, Doda, czy Marcelina Zawadzka.

## Najważniejsze nagrody i wyróżnienia
- Brand Award 2012 – nagroda „Wzorowy sklep”[5]
- Najlepszy sklep modowy on-line 2012[6]
- e-Commerce Polska awards 2013 „Innowacja roku”[7]
- e-Commerce Polska awards 2013 „Strona przyjazna klientowi”[7]
- Fashion Website Awards 2014[potrzebny przypis]
- Najlepszy sklep internetowy[8]
- e-Gazela Biznesu Małopolski[9]
- e-Gazela Biznesu 2015[10]
- e-Commerce Polska awards 2016 wyróżnienie w kategorii „Obsługa klienta”[11]